# X Games XVII
X Games VII foi uma competição esportiva realizada de 28-31 de julho de 2011, em Los Angeles, Califórnia. Os esportes incluidos foram Moto X, skate, BMX e rali.

## Resultados

### Moto X
| Evento                  | Ouro                             | Prata                          | Bronze                                        |
| ----------------------- | -------------------------------- | ------------------------------ | --------------------------------------------- |
| Moto X enduro masculino | Taddy Blazusiak · Polónia        | Mike Brown · Estados Unidos    | Justin Soule · Estados Unidos                 |
| Moto X enduro feminino  | Maria Forsberg · Estados Unidos  | Tarah Gieger · Porto Rico      | Kacy Martinez · Estados Unidos                |
| Moto X racing feminino  | Vicki Golden · Estados Unidos    | Tarah Gieger · Porto Rico      | Livia Lancelot · França                       |
| Moto X Freestyle        | Nate Adams · Estados Unidos      | Adam Jones · Estados Unidos    | Dany Torres · Espanha                         |
| Moto X Step Up          | Matt Buyten · Estados Unidos     | Ronnie Renner · Estados Unidos | Myles Richmond; Brian Deegan · Estados Unidos |
| Moto X Best Whip        | Jeremy Stenberg · Estados Unidos | Todd Potter · Estados Unidos   | Jarryd McNeil · Austrália                     |
| Moto X Best Trick       | Jackson Strong · Austrália       | Cam Sinclair · Austrália       | Josh Sheehan · Austrália                      |
| Moto X Speed & Style    | Nate Adams · Estados Unidos      | Mike Mason · Estados Unidos    | Ronnie Faisst · Estados Unidos                |

### Skate
| Evento                               | Ouro                                 | Prata                               | Bronze                                     |
| ------------------------------------ | ------------------------------------ | ----------------------------------- | ------------------------------------------ |
| Skate Big Air (Megarampa)            | Matheus Freixo · Brasil              | Adam Taylor · Estados Unidos        | Edgard Pereira · Brasil                    |
| Skate Freestyle Vert                 | Shaun White · Estados Unidos         | Pierre-Luc Gagnon · Canadá          | Bucky Lasek · Estados Unidos               |
| Skate Street masculino               | Nyjah Huston · Estados Unidos        | Luan de Oliveira · Brasil           | Ryan Sheckler · Estados Unidos             |
| Skate Street feminino                | Marisa Dal Santo · Estados Unidos    | Alexis Sablone · Estados Unidos     | Letícia Bufoni · Brasil                    |
| Skate Parque                         | Tershy Raven · Estados Unidos        | Pedro Barros · Brasil               | Ben Hatchell · Estados Unidos              |
| Hometown Heroes Amateur Skate Street | Julian Christianson · Estados Unidos | Brendon Villanueva · Estados Unidos | Dan Coe · Estados Unidos                   |
| Skateboard Game of SK8               | Ryan Decenzo · Canadá                | Brandon Westgate · Estados Unidos   | Silas Baxter-Neal · Estados Unidos         |
| Skateboard Real Street               | Silas Baxter-Neal · Estados Unidos   | Ryan Decenzo · Canadá               | Daewon Song · Estados Unidos Coreia do Sul |
| Skateboard Real Street Fan Favorite  | Brandon Westgate · Estados Unidos    | Billy Marks · Estados Unidos        | Silas Baxter-Neal · Estados Unidos         |

### BMX
| Evento                | Ouro                              | Prata                           | Bronze                          |
| --------------------- | --------------------------------- | ------------------------------- | ------------------------------- |
| BMX Freestyle Vert    | Jamie Bestwick · Reino Unido      | Steve McCann · Austrália        | Vince Byron · Austrália         |
| BMX Freestyle Parque  | Daniel Dhers · Venezuela          | Dennis Enarson · Estados Unidos | Scotty Cranmer · Estados Unidos |
| BMX Big Air Freestyle | Steve McCann · Austrália          | Vince Byron · Austrália         | Chad Kagy · Estados Unidos      |
| BMX Freestyle Street  | Garrett Reynolds · Estados Unidos | Dennis Enarson · Estados Unidos | Dakota Roche · Estados Unidos   |

### Rali
| Evento           | Ouro                          | Prata                         | Bronze                      |
| ---------------- | ----------------------------- | ----------------------------- | --------------------------- |
| Rally Car Racing | Liam Doran · Reino Unido      | Marcus Grönholm · Finlândia   | David Higgins · Reino Unido |
| RallyCross       | Brian Deegan · Estados Unidos | Tanner Foust · Estados Unidos | Marcus Grönholm · Finlândia |